# Museo dell'orologio da torre

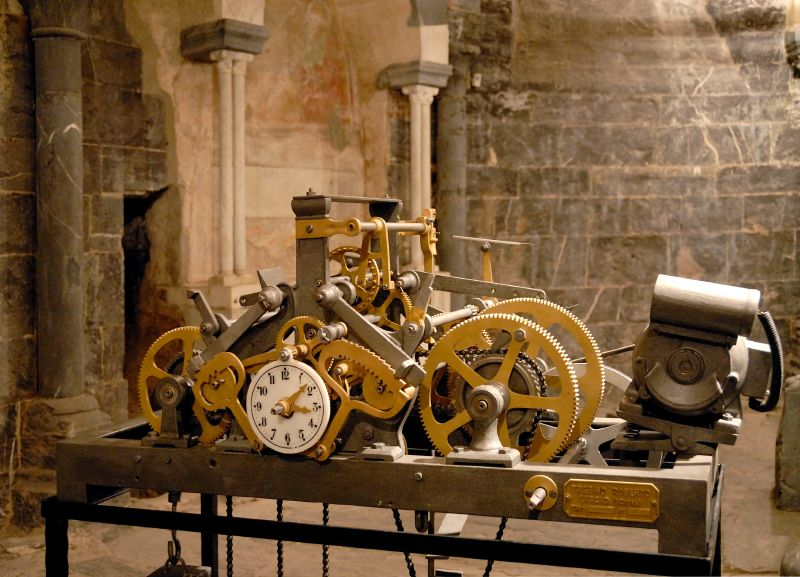
Antico orologio da torre dell'impresa Roberto Trebino

Il museo dell'orologio da torre è un museo d'impresa situato ad Uscio, nella città metropolitana di Genova. Fondato nel 2004, è intitolato a Roberto Trebino, giovane nipote omonimo del fondatore dell'azienda, che nel 1985, all'età di 20 anni, venne rapito e ucciso.
Il museo è collocato nel vecchio stabilimento dell'antica azienda della famiglia Trebino, specializzata nel settore degli orologi da torre, dell'elettrificazione delle campane, e fornitrice dal 1958 della Città del Vaticano, del Palazzo del Quirinale, dell'osservatorio astronomico di Tolentino nelle Marche e di molte nazioni nel mondo.
Si trova a Uscio, nella cosiddetta Valle del Tempo, così chiamata per l'antica tradizione nel settore degli orologi da torre e delle campane (fonderie Picasso). Tra i primi costruttori di orologi da torre a Uscio vi fu, nel 1757, il fabbro Davide Bisso, la famiglia Terrile e, dal 1824, la famiglia Trebino, che nel 1940 fabbricò il primo orologio a carica elettrica, con quadrante di ben 21 metri di circonferenza, installato nel grattacielo di piazza Dante a Genova (torre Piacentini).
L'esposizione del museo ripercorre la storia e la produzione dagli antichi orologi da torre a quelli attuali.
Tra i modelli esposti, alcuni sono del Seicento. Particolari quelli antichi realizzati a mano, di cui una trentina rari, non solo italiani, ma anche del nord Europa. Nelle due sale dell'esposizione spiccano quelli in ferro battuto con telai a castello detti anche a pollaio, per la forma quadrata.
Il percorso espositivo arriva alla sezione dove sono illustrati i più moderni lavorati in serie, a carica elettrica e gli attuali radio sincronizzati. Il museo può essere visitato su appuntamento.

## Galleria d'immagini

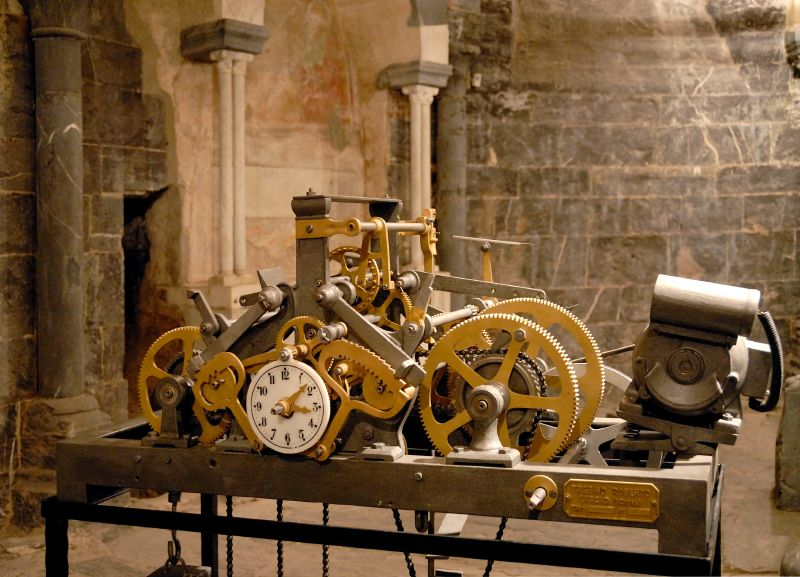
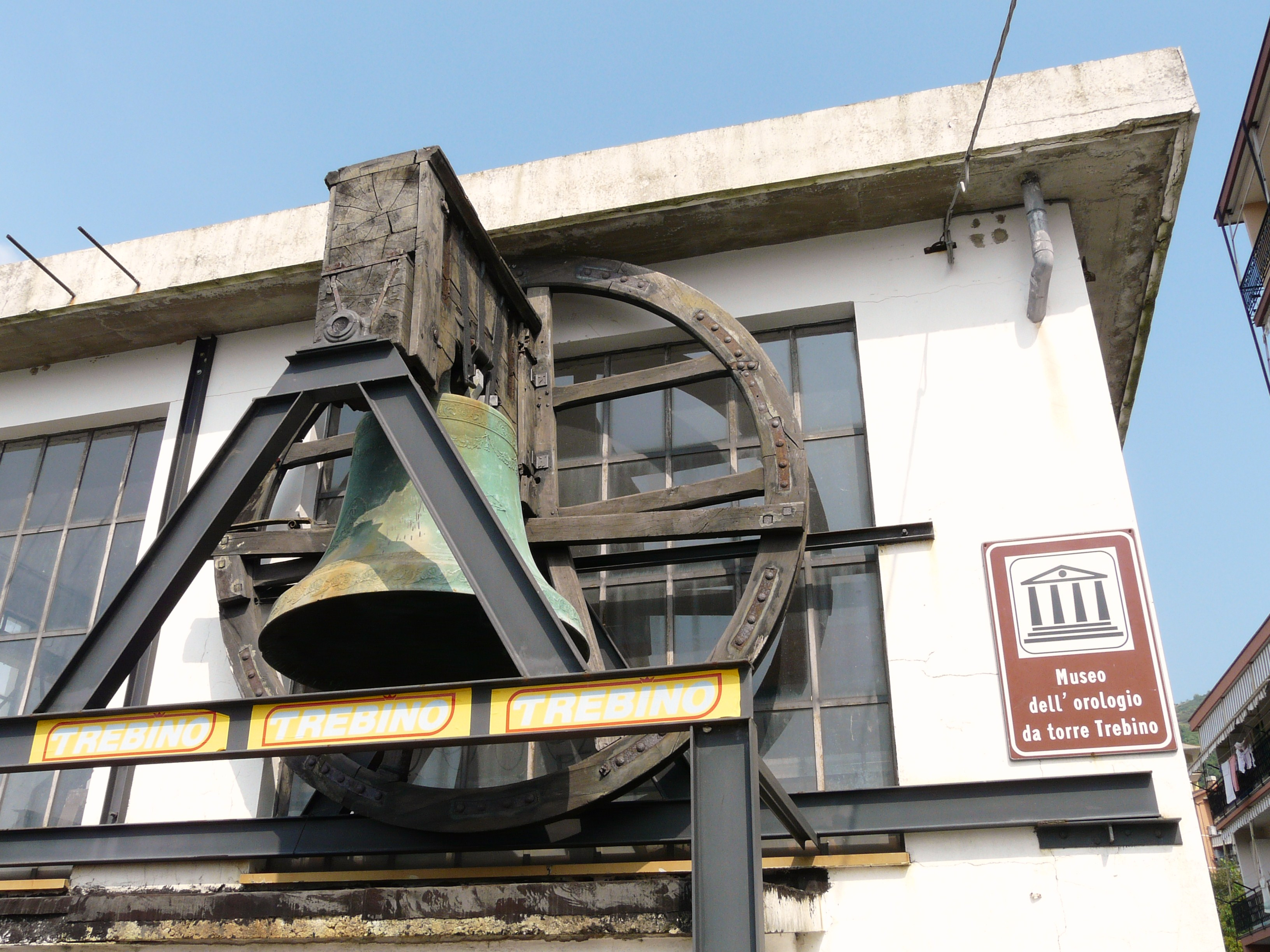
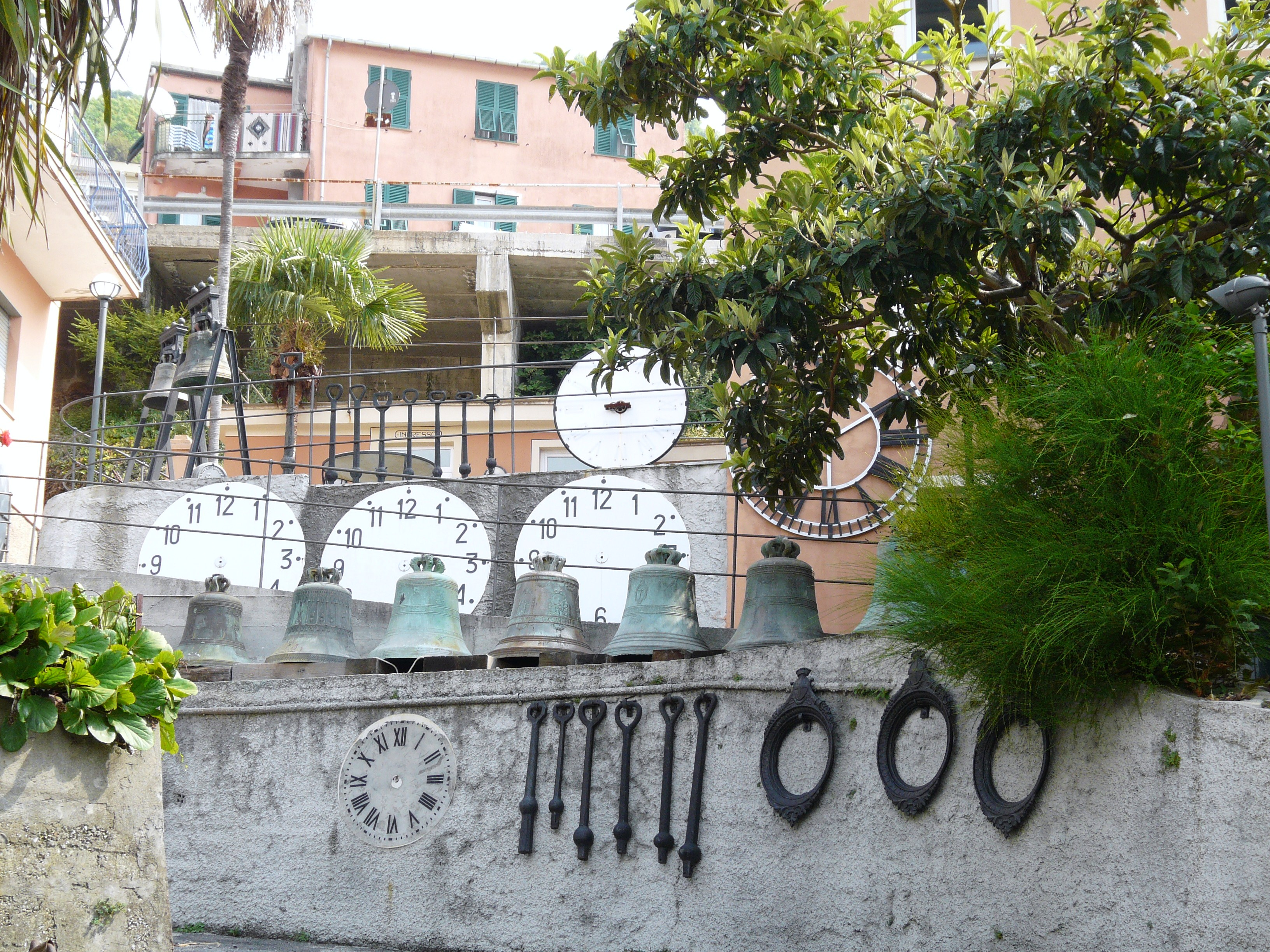
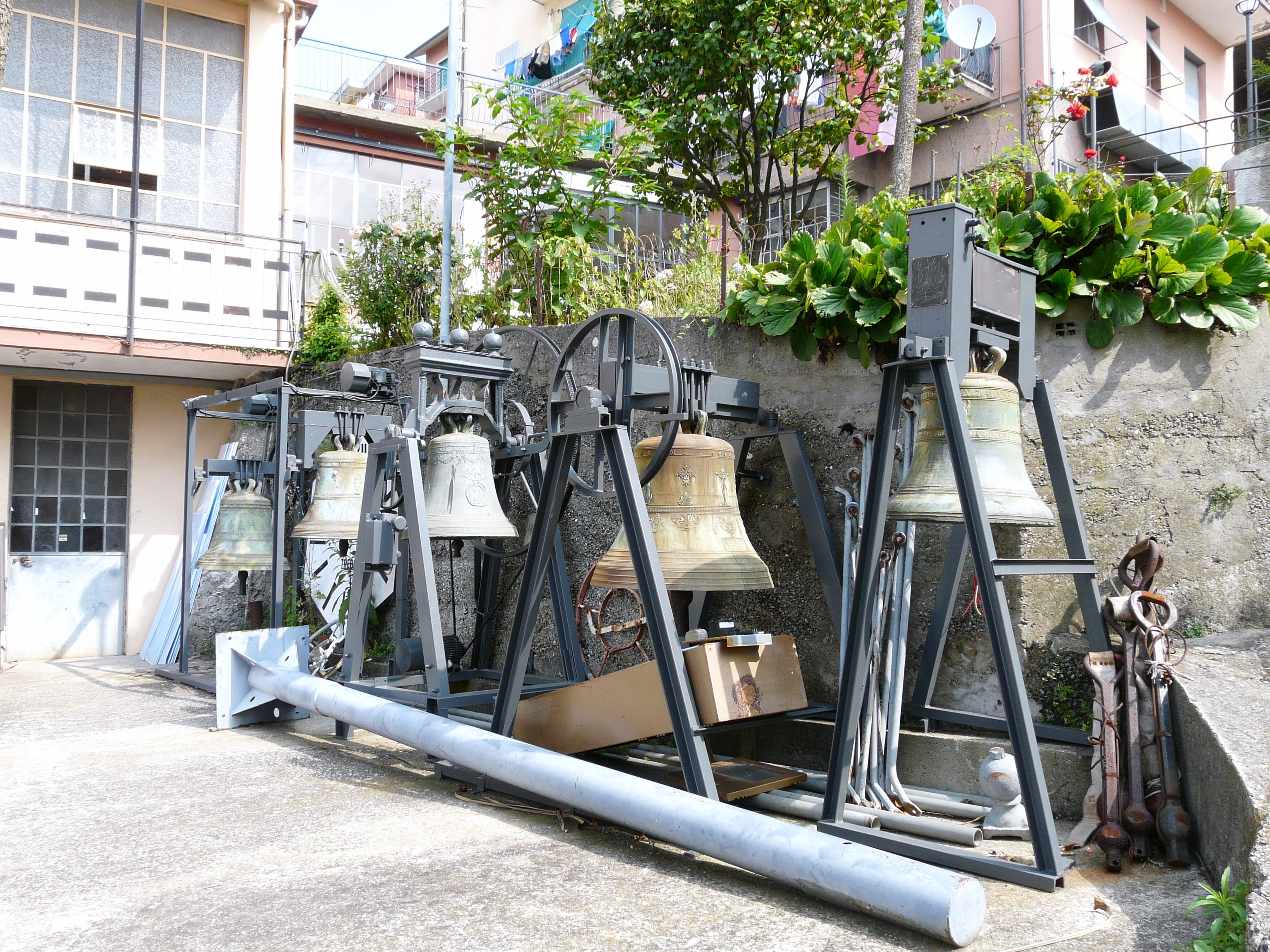
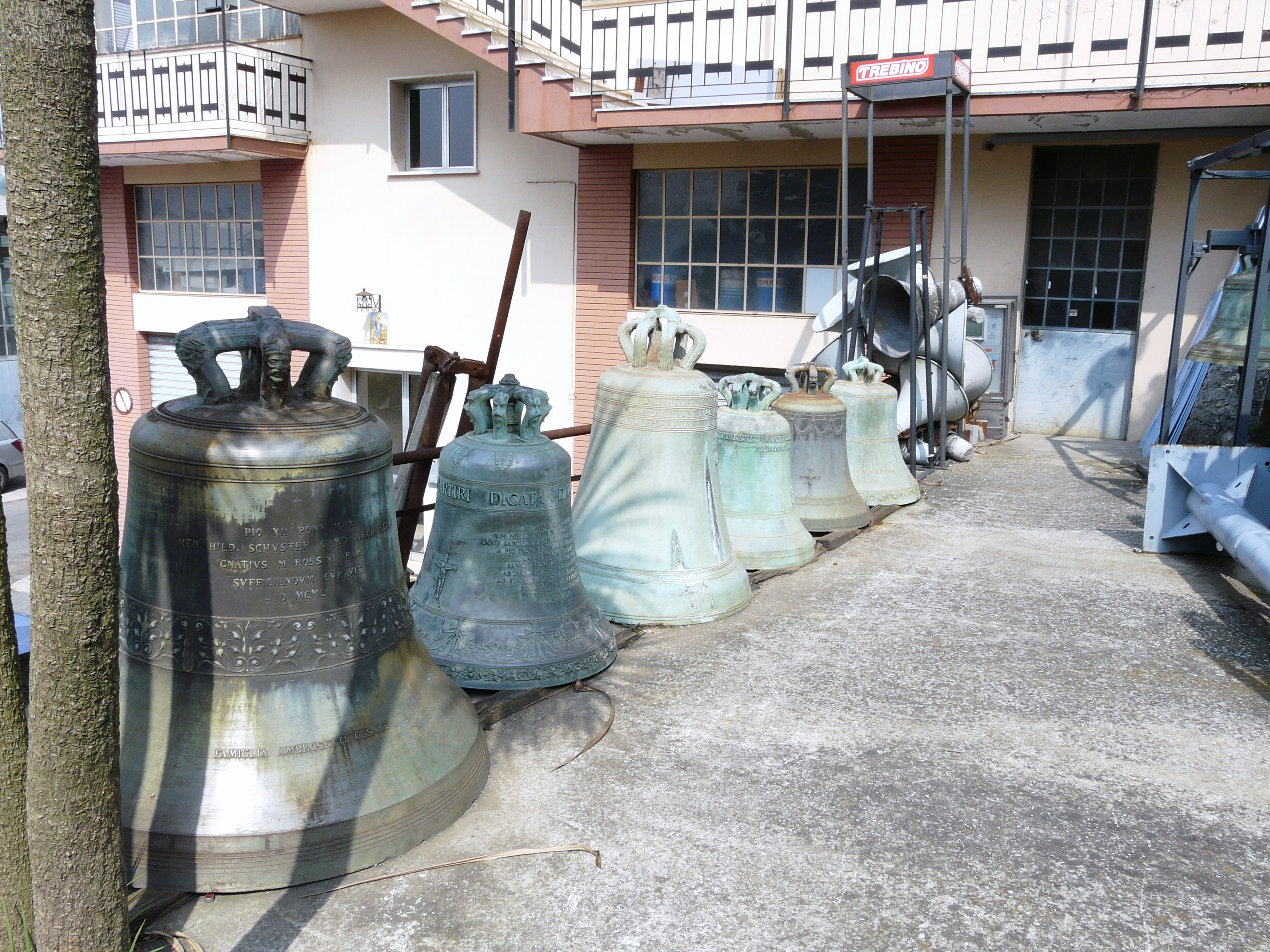

Alcune immagini: